# Infiltrat en el KKKlan
Infiltrat en el KKKlan (originalment en anglès, BlacKkKlansman) és una pel·lícula pertanyent al gènere de comèdia dramàtica sobre crims racials als Estats Units, de l'any 2018, escrita i dirigida per Spike Lee i basada en el llibre Black Klansman de l'autor Ron Stallworth. La pel·lícula és protagonitzada per John David Washington, Adam Driver, Laura Harrier, Topher Grace, Jasper Pääkkönen, Corey Hawkins, Paul Walter Hauser i Harry Belafonte. La pel·lícula va competir per la Palma d'Or en el Festival de Cinema de Canes de l'any 2018, on es va estrenar el 14 de maig de 2018. Va ser estrenada als Estats Units el 10 d'agost de 2018. Tot i que la pel·lícula ha estat doblada al català, només es pot trobar subtitulada per Movistar + entre totes les plataformes de streaming.

## Argument
Un detectiu afroamericà a Colorado Springs, Colorado, s'infiltra en el grup local del Ku Klux Klan i aconsegueix ascendir en les seves files.

## Repartiment
- John David Washington: Detectiu Ron Stallworth
- Adam Driver: Flip Zimmerman
- Laura Harrier: Patrice
- Topher Grace: David Duke
- Corey Hawkins: Stokely Carmichael
- Paul Walter Hauser: Ivanhoe
- Jasper Pääkkönen: Felix Kendrickson
- Ryan Eggold: Walter Breachway
- Ashlie Atkinson
- Harry Belafonte

## Producció

### Desenvolupament i repartiment
El projecte va ser revelat al setembre de l'any 2017, amb Spike Lee com a director i Jordan Peele com a productor. Poc després es va revelar que l'actor John David Washington també estava negociant per protagonitzar la cinta. L'octubre de 2017, Adam Driver, Laura Harrier, Topher Grace i Corey Hawkins es van unir a l'elenc. Al novembre de 2017, Paul Walter Hauser, Jasper Pääkkönen i Ryan Eggold també es van unir al repartiment. Al desembre de 2017, ho va fer Ashlie Atkinson.

## Estrena
El 12 d'abril de 2018, la pel·lícula va ser seleccionada per competir per la Palma d'Or en el Festival de Cinema de Cannes de l'any 2018, on es va estrenar el 14 de maig de 2018. Després va ser estrenada als Estats Units el 10 d'agost de 2018.

## Rebuda

### Crítica
- L'obra ha rebut ressenyes positives de part de la crítica i de l'audiència. En el lloc web especialitzat Rotten Tomatoes la pel·lícula té una aprovació del 95 %, basada en 337 ressenyes, amb una qualificació de 8,3/10, mentre que de part de l'audiència té una aprovació de 81 %, basada en 6.163 vots, amb una qualificació de 4,0/5.[13]

- El lloc web Metacritic li ha donat a la pel·lícula una puntuació de 83 sobre 100, basada en 56 ressenyes, indicant "aclamació universal".[14] Les audiències enquestades per CinemaScore li han donat a la pel·lícula una "A-" en una escala de A+ a F, mentre que en el lloc IMDb els usuaris li han donat una qualificació de 7.7/10, sobre la base de 44.198 vots.[15] A la pàgina FilmAffinity té una qualificació de 6.9/10, basada en 1335 vots.[16]

- "Més divertida que rabiosa, més conciliadora que hostil, la pel·lícula guarda un ultim cartutx per al final"[17]

### Premis i nominacions
| Premi                                       | Data                   | Categoria                                    | Nominats                                                    | Resultat   | Ref(s)  |
| ------------------------------------------- | ---------------------- | -------------------------------------------- | ----------------------------------------------------------- | ---------- | ------- |
| American Film Institute                     | 4 de gener de 2019     | Top 10 Pel·lícules de l'Any                  | guanyadora                                                  | [ 18 ]     |         |
| Festival de Canes                           | 19 de maig de 2018     | Gran Premi del Jurat                         | Spike Lee                                                   | guanyador  | [ 19 ]  |
| Festival de Canes                           | 19 de maig de 2018     | Premi del Jurat Ecuménico - Esment Especial  | Spike Lee                                                   | guanyadora | [ 19 ]  |
| Associació de Crítics de Cinema de Chicago  | 8 de desembre de 2018  | Millor guió adaptat                          | Spike Lee, David Rabinowitz, Charlie Wachtel, Kevin Wilmott | nominats   | [ 20 ]  |
| Associació de Crítics de Cinema de Chicago  | 8 de desembre de 2018  | Intèrpret mes prometedor                     | John David Washington                                       | nominat    | [ 20 ]  |
| Premis Globus d'Or                          | 6 de gener de 2019     | Millor pel·lícula dramàtica                  |                                                             | [ 21 ]     |         |
| Premis Globus d'Or                          | 6 de gener de 2019     | Globus d'Or al millor director               | Spike Lee                                                   | [ 21 ]     |         |
| Premis Globus d'Or                          | 6 de gener de 2019     | Globus d'Or al millor actor dramàtic         | John David Washington                                       | [ 21 ]     |         |
| Premis Globus d'Or                          | 6 de gener de 2019     | Globus d'Or al millor actor secundari        | Adam Driver                                                 | [ 21 ]     |         |
| Premis Gotham                               | 26 de novembre de 2018 | Millor actor                                 | Adam Driver                                                 | nominat    | [ 22 ]  |
| Hollywood Film Awards                       | 4 de novembre de 2018  | Actor ressaltat                              | John David Washington                                       | guanyador  | [ 23 ]  |
| Hollywood Music in Mitjana Awards           | 14 de novembre de 2018 | Millor banda sonora - pel·lícula             | Terence Blanchard                                           | nominat    | [ 24 ]  |
| Premis Independent Spirit                   | 23 de febrer de 2019   | Independent Spirit al millor actor secundari | Adam Driver                                                 |            | [ 25 ]  |
| Festival Internacional de Cinema de Locarno | 11 d'agost de 2018     | Premi de l'audiència                         | Spike Lee                                                   | guanyador  | [ 26 ]  |
| Premis People's Choice                      | 11 de novembre de 2018 | Pel·lícula dramàtica de 2018                 | nominada                                                    | [ 27 ]     |         |
| Premis People's Choice                      | 11 de novembre de 2018 | Estrella dramàtica de 2018                   | John David Washington                                       | [ 27 ]     | nominat |
| Premis Satellite                            | 17 de febrer de 2019   | Millor pel·lícula independent                |                                                             | [ 28 ]     |         |
| Premis Satellite                            | 17 de febrer de 2019   | Millor director                              | Spike Lee                                                   | [ 28 ]     |         |
| Premis Satellite                            | 17 de febrer de 2019   | Millor actor - Musical o Comèdia             | John David Washington                                       | [ 28 ]     |         |
| Premis Satellite                            | 17 de febrer de 2019   | Millor actor de repartiment - drama          | Adam Driver                                                 | [ 28 ]     |         |
| Premis Satellite                            | 17 de febrer de 2019   | Millor guió adaptat                          | Spike Lee, David Rabinowitz, Kevin Wilmott, Charlie Wachtel | [ 28 ]     |         |
| Premis Satellite                            | 17 de febrer de 2019   | Millor edició                                | Barry Alexander Brown                                       | [ 28 ]     |         |
| Premis Satellite                            | 17 de febrer de 2019   | Millor banda sonora                          | Terence Blanchard                                           | [ 28 ]     |         |